# 탱크 (비디오 게임)
탱크(Tank)는 키 게임스가 개발한 아케이드 게임으로, 1974년 11월 출시되었다. 키 게임스가 개발한 기존 아타리 자산에 기반을 두지 않은 유일한 오리지널 타이틀이다. 게임에서 두 플레이어는 위에서 바라보는 미로를 통해 탱크를 몰면서 서로를 쏘고 중앙 지뢰밭의 X표로 표시된 지뢰를 피하는 것을 시도한다. 각 플레이어는 한 쌍의 조이스틱을 가지고 자신의 탱크를 컨트롤하며 전진, 후진, 발사 등을 하며 다른 탱크의 파괴를 시도한다. 지뢰밭의 탱크가 파괴되면 적에게 점수를 주며 탱크는 파괴되면 다시 나타난다.
탱크는 한때 최초의 아케이드 비디오 게임인 컴퓨터 스페이스의 아타리의 설립자들과 함께 일했던 스티브 브리스토가 디자인하였으며 라일 레인스가 개발하였다.